# Ermida do Senhor Bom Jesus
Ermida do Senhor Bom Jesus é uma ermida açoriana, localizada na freguesia da Ribeirinha, concelho de Angra do Heroísmo. Foi construída no inicio do século XX para a encomendação dos defuntos.
O seu nome é derivado do Cristo do Bom Jesus, da Ermida de São Mamede, que pertence à quinta do mesmo nome e que foi adquirida por José Teodora, na Ladeira Grande, sitio desta freguesia, o qual ofereceu o crucifixo à paróquia, guardando na sua casa a primitiva imagem de São Mamede.
O Cristo referido encontra-se actualmente no Museu da Igreja Paroquial da Ribeirinha.
À Capela do Bom Jesus é devida uma romaria do dia 2 de Novembro de cada ano.

## Referência
- «Junta de Freguesia da Ribeirinha»